# مقولة هيكام
مقولة هيكام هي حجة مضادة ومعاكسة لإستخدام نصل أوكام في مهنة الطب. حيث تشير شفرة أوكام إلى أن التفسير الأبسط هو الأكثر احتمالاً، مما يعني ضمناً في الطب أن التشخيص الطبي يجب أن يفترض سبباً واحداً لأعراض متعددة، يعارض رأي هيكام هذه الحجة ، معتقدًا أن الأعراض المتعددة للمريض في معظم الحالات هي نتيجة عدد من الأمراض. لذلك فإن أحد أشكال مقولة هيكام ينص على ما يلي: "يمكن للرجل أن يصاب بالعديد من الأمراض كما يشاء".

## هيكام
يُنسب هذا المبدأ إلى طبيب مزعوم يُدعى هيكام،  من المحتمل أن يكون الطبيب جون بامبر هيكام، ولكن هذا غير مؤكد. في عام 1946م، كان هيكام أحدأعضاء الطاقم الطبي في مستشفى جرادي التذكاري في أتلانتا. كان أيضا عضوًا في هيئة التدريس في جامعة ديوك في الخمسينيات من القرن الماضي، وكان فيما بعد رئيسًا لقسم الطب في جامعة إنديانا من عام 1958م إلى عام 1970م 

## أنظر أيضا
- حمار وحشي (طب)